# Freda Jackson
Freda Maud Jackson (29 de diciembre de 1907 – 20 de octubre de 1990) fue una actriz de teatro, cine y televisión británica. 

## Biografía
Su nombre completo era Freda Maud Jackson y nació en Nottingham, Inglaterra. 
Jackson consiguió fama mediada la década de 1940 por su papel de la cruel casera Mrs. Voray en la obra teatral No Room at the Inn, interpretando el mismo papel en la adaptación cinematográfica de 1948. 
Sus últimos trabajos fueron principalmente televisivos, entre ellos un papel en el primer episodio de Adam Adamant Lives! y otro en Blake's 7. Su última actuación cinematográfica tuvo lugar en 1981.
Freda Jackson falleció en 1990 en Northampton, Inglaterra. Tenía 82 años de edad.

## Filmografía
- A Canterbury Tale (1944)
- Henry V (1944)
- Great Expectations (1946)
- No Room at the Inn (1948)
- The Good Die Young (1954)
- The Crowded Day (1954)
- Cruce de destinos (1956)
- The Last Man to Hang? (1956)
- The Flesh Is Weak (1957)
- Las novias de Drácula (1960)
- Greyfriars Bobby (1961)
- Tom Jones (1963)
- West 11 (1963)
- Die, Monster, Die! (1965)
- The Jokers (1967)
- The Valley of Gwangi (1969)
- Clash of the Titans (1981)